# Köntös Zsófia
Köntös Zsófia (Győr, 1982. január 14. –) kétszeres Európa-bajnok magyar dartsjátékos, a Győri DC játékosa.

## Élete és pályafutása
A Docugroup Győri DC színeiben versenyzett. 2005-ben a női válogatott tagjaként a soproni Európa-bajnokságon (Fekete Nóra, Kállay Eszter, Mayer Rita, Törő Zsuzsanna és Vereczkey Dorottya társaként) csapatban aranyérmet szerzett. 2006-ban csapatban sikerült megvédenie Európa-bajnoki címét, míg párosban harmadik, egyéniben negyedik lett. 2007 februárjában a nők között harmadik helyen végzett az év legjobb győri sportolóinak szavazásán. Többszörös magyar bajnok. 2007-ben Európa legjobb női dartsversenyzőjévé választották. Egy év kihagyás után is sikeres versenyzőként tért vissza, ám később végleg felhagyott az aktív játékkal.